# Bogusław Polch
Bogusław Maksymilian Polch, pierwotnie Połch (ur. 5 października 1941 w Łyszczycach, zm. 2 stycznia 2020 w Warszawie) – polski rysownik komiksów, który zajmował się także tworzeniem grafiki reklamowej i użytkowej oraz ilustracji książkowych, storyboardzista. W 2009 r. został odznaczony Brązowym Medalem „Zasłużony Kulturze Gloria Artis” .

## Życiorys

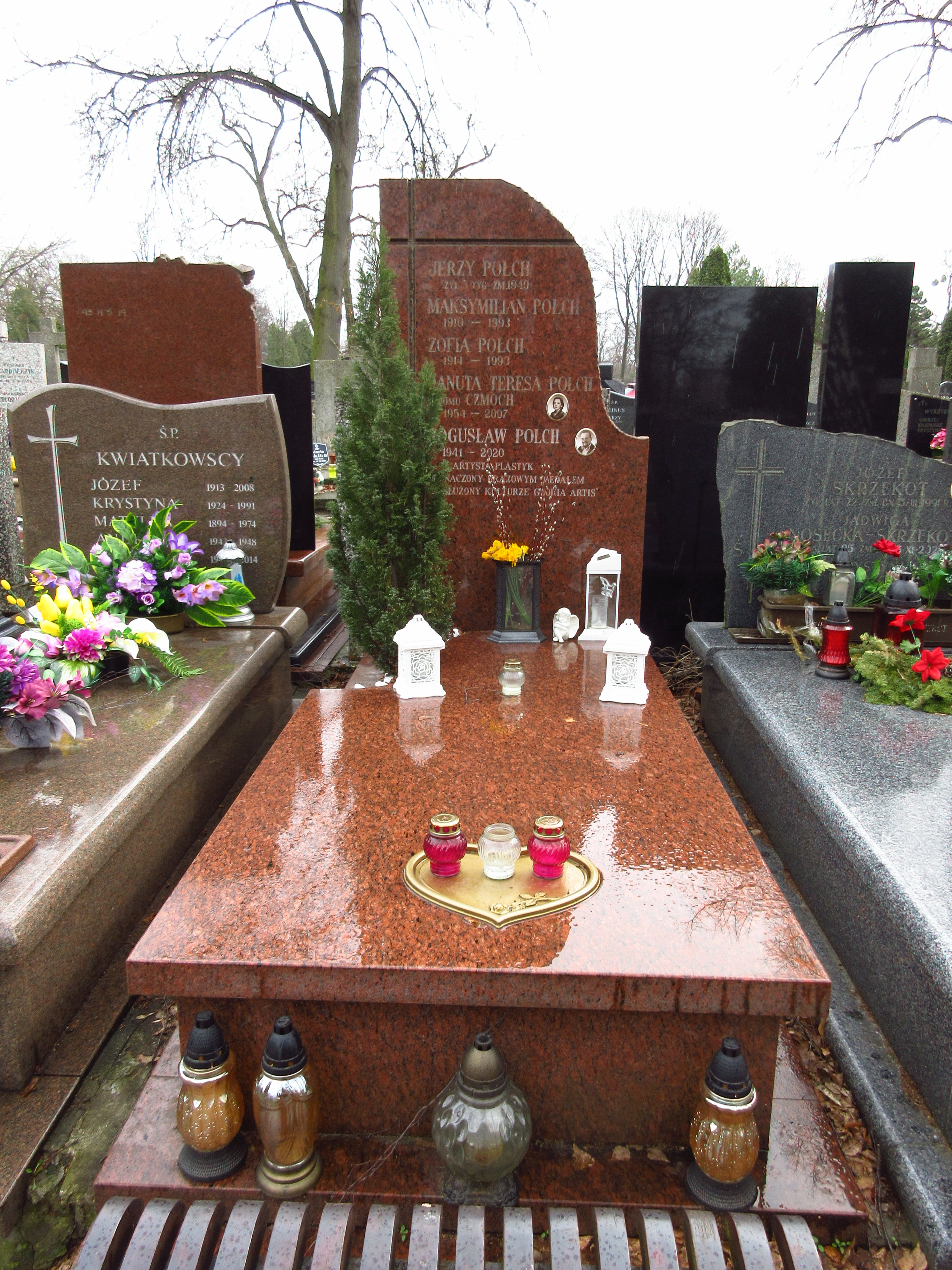
Grób Bogusława Polcha na stołecznym cmentarzu Bródnowskim

Urodził się 5 października 1941 roku w osadzie kolejowej przy stacji Łyszczyce koło Brześcia, jako syn Maksymiliana (Maksima) i Zofii Połchów. Po zakończeniu II wojny światowej jego rodzina przeniosła się do Warszawy. W stołecznym Liceum Sztuk Plastycznych siedział w jednej ławce z Grzegorzem Rosińskim. Przerwał naukę w liceum z powodu braku uznania dla twórczości komiksowej przez nauczycieli. Maturę zdał dopiero w 1967 roku w Technikum Mechaniczno-Elektrycznym dla pracujących ze specjalnością „obróbka skrawaniem”. Zrezygnował ze studiów plastycznych, zajmując się od razu pracą zawodową. Debiutował w wieku 17 lat, dwoma krótkimi komiksami w młodzieżowej gazecie Korespondent wszędobylski. Pierwszy oficjalny komiks wydał 12 lat później. Był to zeszyt „Złoty" Mauritius z serii o kapitanie Żbiku, do prac przy której wciągnął go G. Rosiński.
W 1982 na zlecenie UNESCO narysował komiks Rycerze fair play o tematyce sportowej. W latach 1999–2000 był redaktorem naczelnym efemerycznego (ukazały się dwa numery) magazynu komiksowego KRON, który posłużył do obejścia zakazu reklamowania wódki.
Wśród czytelników i kolegów po fachu uchodzi za specjalistę od precyzyjnego, pełnego szczegółów rysunku. Janusz Christa powiedział o nim:
A Polch... O, ten jest zupełnie niesamowity. Kiedyś pokazywał mi stronę swojego Funky Kovala. Był na niej rysunek bohatera trzymającego w ręce monetę. Na tym dolarze były umieszczone wszystkie napisy, jak na prawdziwym. Musiał to chyba pod lupą robić. Zapytałem go, po co to, przecież w druku tego zupełnie nie będzie widać. Odpowiedział: „No, jasne! Lecz ja wiem, że to tam jest”.
Próbą odejścia od tego stylu była seria komiksów o Wiedźminie, przy pracy nad którymi Polch przed nałożeniem koloru celowo kopiował po kilka razy plansze, aby uzyskać wrażenie rozmytych konturów.
Stworzył także wiele okładek do książek fantastycznych wydawnictwa SuperNowa.
W 2009 roku został odznaczony Brązowym Medalem „Zasłużony Kulturze Gloria Artis”.
Polch często umieszczał w kadrach swoich komiksów aluzyjne odniesienia do rzeczywistości:
- w Niewygodnym świadku kapitan Żbik stylizowany jest na Brudnego Harry’ego, postać z serii filmów z Clintem Eastwoodem;
- w serii o Funkym Kovalu postaci mają twarze współpracowników i znajomych Polcha, postać kłamliwego rzecznika prasowego jest karykaturą Jerzego Urbana[12];
- w serii o Wiedźminie jedna z postaci ma twarz Lecha Wałęsy[13];
- w KRON-ie w jednym z kadrów Polch narysował tkwiącą w krzakach rakietę „Made in Poland”, o kradzieży której z zakładów zbrojeniowych MESKO w Skarżysku-Kamiennej informowały media w 1999 r.

W 2002 r. na łamach magazynu „Arena Komiks” zapowiadał podanie do sądu twórców polskiego serialu i filmu Wiedźmin, którzy mieli jakoby bez jego zgody wykorzystać autorskie projekty plastyczne zawarte w komiksie o Geralcie.
Zmarł 2 stycznia 2020 roku w Warszawie, gdzie został pochowany tydzień później na cmentarzu Bródnowskim (kw. 45H-VI-15).

## Życie prywatne
Jego żona, Danuta (Dana), zmarła w 2007. Miał dwie córki, Paulinę i Patrycję.
Zmienił nazwisko z „Połch” na „Polch” podczas prac nad komiksem „Bogowie z kosmosu” pod koniec lat 70..

## Komiksy autorstwa Polcha

### SeriaKapitan Żbik
- „Złoty” Mauritius, (1970 - Sport i Turystyka)
- Nocna wizyta, (1972 - Sport i Turystyka)
- Wąż z rubinowym oczkiem, (1972 - Sport i Turystyka)
- Pogoń za lwem, (1972 - Sport i Turystyka)
- Salto śmierci, (1972 - Sport i Turystyka)
- Na zakręcie, (1973 - Sport i Turystyka)
- Niewygodny świadek, (1975 - Sport i Turystyka)
- Tajemnica „Plaży w Pourville”, (2013 - Kultura Gniewu)

### SeriaBogowie z kosmosu
- 1. Lądowanie w Andach, (1982 - KAW)
- 2. Ludzie i potwory, (1984 - KAW)
- 3. Walka o planetę, (1985 - KAW)
- 4. Bunt olbrzymów, (1986 - KAW)
- 5. Zagłada wielkiej wyspy, (1987 - KAW)
- 6. Planeta pod kontrolą, (1990 - KAW)
- 7. Tajemnica piramidy, (1990 - KAW)
- 8. Ostatni rozkaz, (2003 - Muza)

### SeriaFunky Koval
- 1. Bez oddechu, (1987 - RSW „Prasa-Książka-Ruch”)
- 2. Sam przeciw wszystkim, (1988 - RSW „Prasa-Książka-Ruch”)
- 3. Wbrew sobie, (1992 - Prószyński i S-ka)
- 4. Wrogie przejęcie, (2011 - Prószyński i S-ka)

### SeriaWiedźmin
scenariusz: Andrzej Sapkowski, Maciej Parowski
- Droga bez powrotu, (1993 - Prószyński i S-ka)
- Geralt, (1993 - Prószyński i S-ka)
- Mniejsze zło, (1993 - Prószyński i S-ka)
- Ostatnie życzenie, (1994 - Prószyński i S-ka)
- Granica możliwości, (1995 - Prószyński i S-ka)
- Zdrada, (1995 - Prószyński i S-ka)

### Inne
- Spotkanie – 1976, scenariusz Ryszard Siwanowicz, w nr 1 magazynu komiksowego „Relax”
- Rycerze fair play – 1982, wyd. polskie w 1986, scenariusz Tadeusz Olszański
- Tomek Grot – 1989, ukazał się tylko pierwszy tom Pościg
- Upadek bożków – 1990, czteroplanszowy komiks do scenariusza Macieja Parowskiego przygotowany na wystawę poświęconą upadkowi komunizmu i opublikowany w antologii towarzyszącej tej wystawie pt. Breakthrough (angielska wersja tytułu), która ukazała się w kilku krajach, w kilku językach. Komiks został opublikowany w Polsce w magazynie "Krakers" oraz przez Galerię BWA Jelenia Góra we włoskiej wersji językowej, w katalogu polskiej wystawy „Memoria e narrazione. Il fumetto storico polacco”, która premierę miała w Neapolu (2017 r.)[17]
- KRON – dwie części w latach 1999–2000, współautor rysunków, scenariusz Rafał Skarżycki